# Västra Radnejaure
Västra Radnejaure är en sjö i Arjeplogs kommun i Lappland och ingår i Skellefteälvens huvudavrinningsområde. Sjön har en area på 1,14 kvadratkilometer och ligger 443,9 meter över havet. Sjön avvattnas av vattendraget Radnejaurälven.

## Delavrinningsområde
Västra Radnejaure ingår i det delavrinningsområde (732269-160789) som SMHI kallar för Utloppet av Västra Radnejaure. Medelhöjden är 472 meter över havet och ytan är 6,85 kvadratkilometer. Räknas de 5 avrinningsområdena uppströms in blir den ackumulerade arean 88,63 kvadratkilometer. Radnejaurälven som avvattnar avrinningsområdet har biflödesordning 2, vilket innebär att vattnet flödar genom totalt 2 vattendrag innan det når havet efter 285 kilometer. Avrinningsområdet består mestadels av skog (79 procent). Avrinningsområdet har 1,07 kvadratkilometer vattenytor vilket ger det en sjöprocent på 15,6 procent.